# Harvey Bullock
Harvey Bullock è un personaggio dei fumetti creato da Archie Goodwin nel 1974 e pubblicato da DC Comics.
Bullock è un poliziotto del dipartimento di Gotham City che fa spesso coppia con James Gordon.

## Biografia
Bullock era un poliziotto ingaggiato dal sindaco Hamilton Hill per sabotare la carriera del commissario Gordon; dopo avergli provocato un infarto, decide di redimersi. In seguito entra a far parte della Checkmate.
Con Crisi sulle terre infinite il personaggio viene però riscritto: ora è un agente con metodi brutali e la fama di essere colluso con il crimine organizzato, ma sempre leale a Gordon, arrivando addirittura a vendicare l'attentatore che gli aveva sparato (in Officer Dow); dopo aver dato le dimissioni, inizia a lavorare come investigatore privato, e dopo la saga Un anno dopo fa ritorno al GCPD.

## Poteri e abilità
Sebbene non abbia superpoteri, è un poliziotto molto abile con le armi da fuoco e, nonostante il suo aspetto corpulento, ha dimostrato di essere un combattente capace.
Bullock è competente nell'investigazione, nell'intimidazione e nella criminologia. Può dedurre il MO dei criminali grazie alla sua esperienza pluriennale.
È un poliziotto rozzo e all'apparenza incompetente , ma nella puntata I pesci che ridono, Bullock è il primo a capire che l'antagonista Joker era nascosto in un acquario pubblico, unico caso in cui precede Batman. Sempre nella serie animata si scopre che fu lui ad arrestare Killer Croc la prima volta e che molti criminali della città sono finiti a Blackgate per colpa sua, dipingendolo quindi come un buon poliziotto.

### Altre versioni
Nella serie elseworlds JLA: Another Nail, Bullock è commissario della polizia di Gotham.

## Altri media

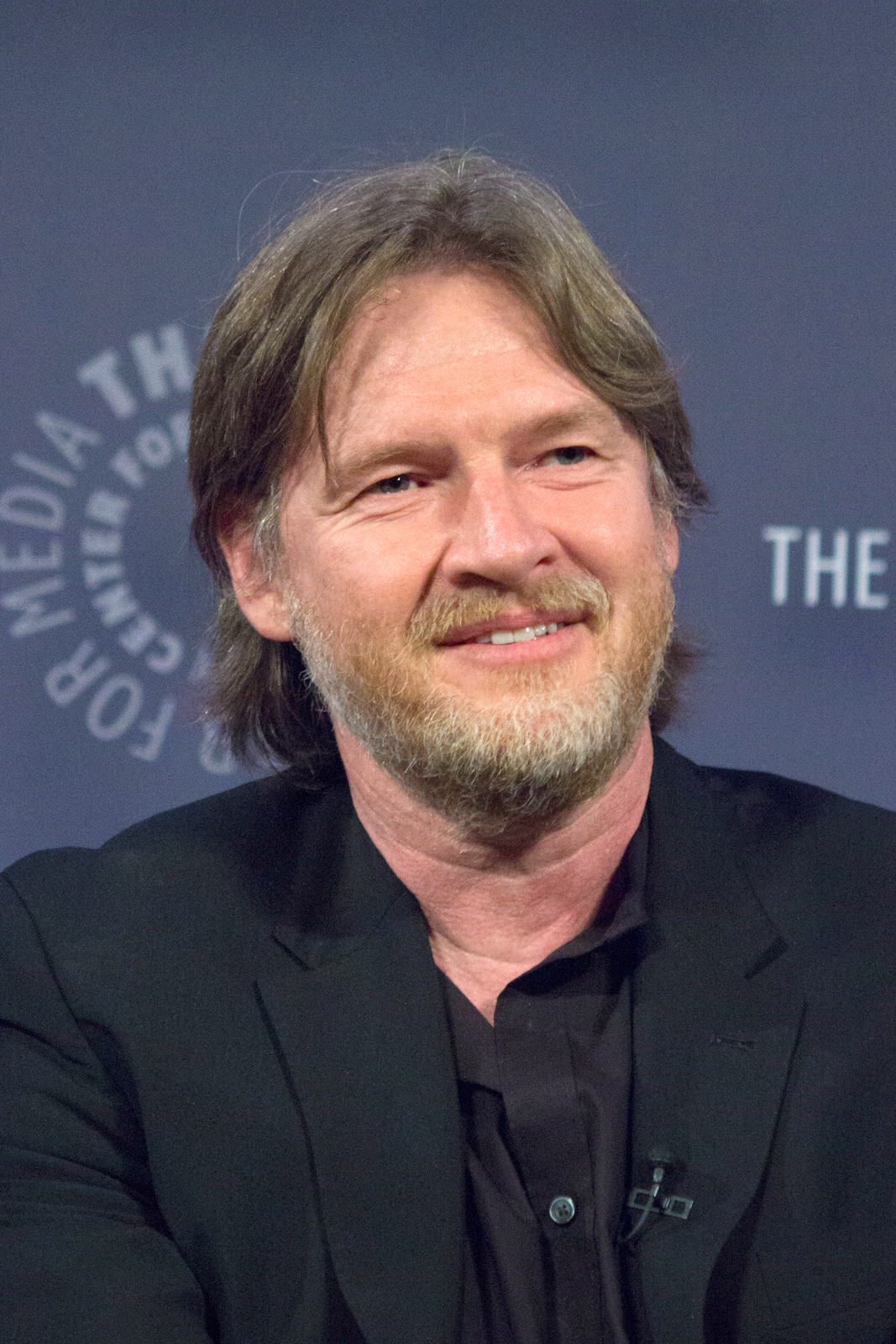
Donal Logue interpreta Harvey Bullock nella serie televisiva Gotham

Harvey Bullock viene descritto come un poliziotto rozzo e incompetente nelle serie animate Batman, Superman e Batman - Cavaliere della notte, al fianco di Renee Montoya, e nei film d'animazione Batman - La maschera del Fantasma, Batman & Mr. Freeze: SubZero e Batman - Il mistero di Batwoman. Il personaggio è doppiato in lingua originale da Robert Costanzo.
Harvey Bullock compare negli altri film d'animazione Scooby-Doo! & Batman: Il caso irrisolto e Batman contro Jack lo squartatore.
Nell'adattamento della saga Knightfall per BBC Radio 1, è Eric Meyers a dare la voce a Bullock.
Un giovane Bullock compare nel videogioco Batman: Arkham Origins dove è descritto come un poliziotto sporco ma redimibile, nonché l'unico a rispettare il capitano Gordon e uno dei pochi poliziotti non corrotti.
Nel film Batman compare il personaggio del tenente Eckhardt, un poliziotto trasandato, sovrappeso e scorbutico esattamente come Bullock, anche se la sua profonda corruzione ricorda di più il detective Arnold Flass di Batman: Anno uno.
Donal Logue interpreta Harvey Bullock nella serie televisiva Gotham, come partner del detective James Gordon. Nella serie televisiva Harvey è un poliziotto dal carattere duro, dai metodi violenti ed estremi. Quando Gordon ottiene la nomina a detective, il capitano Essen lo assegna a Harvey. Essendo Gordon un idealista, il suo carattere entra subito in contrasto con quello di Harvey, rassegnato alla corruzione di cui è in preda Gotham, ma i due diventano presto buoni amici, e imparano a sostenersi a vicenda. All'inizio della serie Harvey non si opporrà alla corruzione dilagante che vigila a Gotham, ritenendo che la lotta al crimine è una causa persa, ma la buona influenza di Gordon, gli farà cambiare idea, e nonostante le loro frequenti diatribe, Harvey è sempre fedele alla sua amicizia nei confronti del suo partner. Nella prima stagione è ricattato da Loeb per un crimine commesso anni prima, ma Gordon riesce a ottenere il suo file. Nella seconda stagione smette di lavorare in polizia, per poi tornarci dopo l'uccisione della Essen e l'assalto dei Maniax al GCPD; quando Gordon viene incastrato per omicidio da Edward Nygma Bullock, con l'aiuto di Carmine Falcone, lo fa evadere. Diventa anche il nuovo capitano. Nella quarta stagione la sua amicizia con Gordon viene messo a dura prova dopo che Gordon diventa il nuovo capitano (poiché Bullock, era in affari con Oswald Cobblepot per pagare delle bollette), ma i due si riappacificano in seguito agli attacchi di Ivy Pepper e Sofia Falcone.